# 科爾納崖
72°4′S 68°25′W / 72.067°S 68.417°W
科爾納崖（英語：Corner Cliffs）是南極洲的懸崖，位於亞歷山大一世島東南部，處於土星冰川以南、科爾冰原島峰東北面4公里，在1935年11月23日由美國的探險家發現。